# Toni Mollà
Toni Mollà Orts (Meliana, 7 de juny del 1957) és un escriptor i periodista valencià. És autor de diverses obres sobre sociolingüística, comunicació, assaigs i articles periodístics. A més, ha exercit de professor a la Universitat de València. Va ser, des del 2004, cap de Planificació de la Direcció de la Radiotelevisió Valenciana (RTVV).

## Biografia
Va nàixer el 7 de juny de 1957 en Meliana, poble de l'Horta Nord, comarca que s'estableix com a referent cultural en moltes de les seues obres. Va cursar estudis universitaris a València, on es va diplomar de Ciències Humanes per l'EUPEGB amb 22 anys. L'any següent començà a treballar com a mestre a l'Escola La Masia, centre pioner d'ensenyament en català al País Valencià, fins a 1984. Posteriorment va treballar en el servei d'assessorament lingüístic de la Diputació de València.
És en aquesta època quan inicia les col·laboracions literàries i periodístiques en diverses publicacions i mitjans de comunicació. Es tracta de textos que reflexionen sobre el sector de l'audiovisual, la sociolingüística o la situació política valenciana, tot i que també és autor de diversos articles esportius. En tots els casos, són publicacions que apareixen als principals mitjans de comunicació del País Valencià i Espanya: El Periòdic de l'Horta, El Temps, Levante, El Punt, El País, Serra d'Or i El Mundo.
Fruit d'aquest interès amb els mitjans continua la seua trajectòria professional a la Radiotelevisió Valenciana, on va ser contractat en 1989, el mateix any en què van començar les emissions de Canal 9. En primer lloc, va desenvolupar tasques dins de la Unitat d'Assessorament Lingüístic i des de 1997 fins al 2004 va ser cap de la Unitat d'Estudis i Prospectiva. Posteriorment, va treballar com a cap de la Secció de Planificació de la Direcció General. Pel que fa a la formació acadèmica, durant el període 1995-1997 es llicencià en Periodisme per la Universitat Autònoma de Barcelona.
Alhora, ha sigut membre de l'equip docent de la Facultat de Filologia de la Universitat de València. Ha estat professor d'Estructura de la Comunicació, en la Llicenciatura de Periodisme, durant els cursos 2001-2002, 2002-2003, 2003-2004 i 2004-2005. També ha estat professor durant tres convocatòries de la Universitat Catalana d'Estiu i participa regularment com a professor en màsters i cursos de postgrau.
En 2007 va aconseguir el títol de doctor en Sociologia i Antropologia per la Universitat de València.

## Premis
- Premi Rovira i Virgili d'Assaig, 1994, Ajuntament de Tarragona.
- Premi d'Assaig de la Crítica dels Escriptors Valencians, 1995.
- Premi d'Assaig Mancomunitat de la Ribera Alta, 2000.
- Premi de la Crítica de l'Institut Interuniversitari de Filologia Valenciana per l'edició i coordinació del llibre Ideologia i conflicte lingüístic.
- Premi Lupa d'Or, 2004, atorgat pel Grup Català de Sociolingüística pel llibre Llengües globals. Llengües locals.
- Premi Constantí Llombart de narrativa en valencià per Més enllà de San Francisco, 2009.[3]

### Publicacions sobre didàctica de la llengua
- Pa amb xocolate-1. Llengua. Barcelona: Teide, 1985.
- Pa amb xocolate-2. Llengua. Barcelona: Teide, 1985.
- Pa amb xocolate-3. Llengua. Barcelona: Teide, 1985.
- Jocs de vocabulari. València: Conselleria de Cultura, Educació i Ciència de la Generalitat Valenciana, 1985.
- Vocabulari bàsic. València: Conselleria de Cultura, Educació i Ciència de la Generalitat Valenciana, 1985.
- Pa amb xocolate. Lectures. Barcelona: Teide, 1986.
- La serpentina. Lectures. Barcelona: Teide, 1986.
- Llengua-1. Cursos d'estiu. València: Conselleria de Cultura, Educació i Ciència. Generalitat Valenciana, 1986.
- Llengua-2. Cursos d'estiu. València: Conselleria de Cultura, Educació i Ciència. Generalitat Valenciana, 1986.
- Textos i contextos 1. Valencià: llengua i literatura. 1r Batxillerat, Alzira: Bromera. 2000.
- Textos i contextos 2. Valencià: llengua i literatura. 2n Batxillerat, Alzira: Bromera, 2000.

### Publicacions sobre sociolingüística
- Curs de sociolingüística 1, Alzira: Bromera, 1987. Conjuntament amb Carles Palanca.
- Curs de sociolingüística 2, Alzira: Bromera, 1988.
- La llengua als mitjans de comunicació (1990, ISBN 978-84-7660-050-4)
- Bases de política lingüística per al País Valencià dels 90. Castelló de la Plana: Fundació Gaetà Huguet, 1992.
- A la Safor, en valencià, Gandia: CEIC Alfons el Vell, 1992.
- Política i planificació lingüístiques (1997, ISBN 978-84-7660-342-0)
- Els llibres i la llengua, L'illa, Ed. Bromera, 1997.
- La política lingüística a la societat de la informació (1998, ISBN 978-84-7660-435-9)* Ideologia i conflicte lingüístic, (ed.), Alzira: Bromera, 2001.
- Llengües globals, llengües locals, (ed.), c 2002.

### Publicacions d'assaig
- La utopia necessària (Nacionalisme i societat civil), Alzira: Bromera, 1994. Premi Rovira i Virgili d'assaig 1993.
- Espill d'Insolències, Alzira: Bromera, 2001.
- Tres en línia, Tavernes Blanques: L'Eixam, 2004.
- Nosaltres, els indígenes, dins Nosaltres, exvalencians, Barcelona: L'Esfera dels Llibres, 2005.
- Escrit contra el silenci (a propòsit de l'obra cívica de Joan Fuster), València: Vincle, 2017.
- Tot entra en el pes, València: Vincle, 2018.